# Хегау
Хегау (нем. Hegau) — регион вулканического происхождения в южной Германии.

## География и геология
Регион Хегау расположен в юго-восточной части немецкой земли Баден-Вюртемберг. На восток от него лежит Боденское озеро, на юге — Верхний Рейн (Hochrhein) и швейцарский кантон Шафхаузен, на севере — Дунай, на западе — юго-западные отроги Швабского Альба.
Сам регион геологически представляет собой сформировавшийся в период плейстоцена, приблизительно 150 тысяч лет назад, в результате перемещения ледника в период оледенения, горный ландшафт. Основу его составляют базальтовые породы, поднявшиеся к поверхности земли в результате вулканической деятельности, начавшейся здесь во времена среднего миоцена, около 14 миллионов лет назад. В этот период (12,5-14 миллионов лет назад) в районе Хегау было не менее дюжины действующих вулканов. Вторая фаза горообразования происходила в восточной части Хегау. Так появились приблизительно 9 миллионов лет назад средневысокие, с крутыми склонами горы Мегдеберг (644 м), Хоэнкрэен (643 м), Хоэнтвиль (692 м). Во время третьей фазы горообразования, около 6 миллионов лет назад, возникли горы западного Хегау — Хоэнхёвен (846 м), Хёвенегг, Хоэнштёффельн (844 м), Нойхёвен (867 м) и Вартенберг (841 м).
Крупнейшим городом Хегау является Зинген (Хоэнтвиль), в котором проживает около 46 тысяч человек. Зинген — это крупный транспортный узел, центр пищевой индустрии (фирма «Магги»).

## История
В пещере Гнирсхёле (Gnirshöhle) были найдены окаменелости древних канид, митохондриальные геномы которых охватывают всё генетическое разнообразие современных собак и волков. В геномах собак Гнирсхёле появилась ранее неизвестная линия, которая не соответствует другим собакам, обитающим в этом регионе. Изучение изотопов углерода-13 и азота-15 в зубах канид показало, что в их рационе содержалось мало белка. Возможно, под влиянием человека эти животные в некоторой степени приспособились к более ограниченному питанию, чем они получали бы в дикой природе. Данных генетики и морфологии канид из Гнирсхёле пока недостаточно, чтобы определить, были ли эти псовые собаками, волками или кем-то промежуточным, но близость этих животных к людям и признаки довольно ограниченной диеты дают возможность предполагать, что между 16 000 и 14 000 л. н. представители мадленской культуры приручали и выращивали животных, происходящих из разных митохондриальных линий волков.
В 1-м тысячелетии до н. э. на территории Хегау проживали кельты, которых затем сменили племена свевов.
В 15 году сюда пришли римляне, включившие нынешнее Хегау в состав своей провинции Реция.
В 260 году эту территорию захватили алеманны, в 496 году её подчинил король франков Хлодвиг I.
В 787 году образовывается одно крупное графство Хегау, оно перешло во владение графов фон Пфуллендорф и в 1180 году — к роду Штауфенов.
Позднее Хегау входило в ландграфство Нелленбург, в 1805—1810 — в Вюртемберг, потом было присоединено к Бадену. Хоэнтвиль был до 1969 года вюртембергским эксклавом.

## Города Хегау
- Зинген (Хоэнтвиль)
- Штоках
- Аах
- Энген
- Тенген
- Радольфцелль

## Достопримечательности
- Старый город Энгена
- Старый город Радольфцелля с его мюнстером и так называемым Австрийским замком
- Крепость Хоэнтвиль — одна из самых больших в южной Германии
- Замок Мегдеберг — руины средневекового замка XIII в. на вершине одноимённой горы
- Замок Хоэнкрэен — руины средневекового замка XII в. на вершине одноимённой горы